# Mathilde d'Este
 (août 2025).
Si vous disposez d'ouvrages ou d'articles de référence ou si vous connaissez des sites web de qualité traitant du thème abordé ici, merci de compléter l'article en donnant les références utiles à sa vérifiabilité et en les liant à la section « Notes et références ».
Mathilde d'Este, née le 7 février 1729 à Gênes et morte le 14 novembre 1803 à Trévise, est une princesse de Modène, membre de la maison d'Este.

## Biographie
Née à Gênes, Mathilde est la cinquième enfant et la deuxième fille du duc de Modène et de Reggio,François III d'Este, et de Charlotte-Aglaé d'Orléans, elle-même fille du Régent.
Ses parents se séparent dès les années 1740, sa mère retournant vivre en France, où elle parvient à arranger de brillantes unions pour ses filles : son aînée, Marie-Thérèse-Félicité est ainsi mariée au duc de Penthièvre, petit-fils de Louis XIV et de Madame de Montespan, tandis que sa cadette, Marie-Fortunée, épouse Louis-François-Joseph de Bourbon, prince de Conti. Cependant, toutes les tentatives de mariage de Mathilde échouèrent.
Après la mort de sa sœur aînée en 1754, sa mère tente de proposer la main de Mathilde au duc de Penthièvre, mais celui-ci, très attaché à sa défunte épouse, déclina la proposition et ne se remaria pas. La princesse demeura ainsi célibataire.
Fuyant la Révolution en même temps que sa sœur la princesse de Conti, Mathilde retourne en Italie et meurt en 1803 à Trévise. Elle est enterrée dans la chapelle du couvent de la Visitation de Venise, aux côtés de son frère, le duc Hercule III, et de sa sœur cadette, morte quelques mois auparavant.